# Mistrzostwa Polski w Biathlonie Letnim 2018
Mistrzostwa Polski w biathlonie letnim 2018 odbyły się w Dusznikach-Zdroju w dniach 24 – 26 czerwca 2018 roku. O tytuł Mistrza Polski biathloniści rywalizowali w trzech konkurencjach sprincie, biegu indywidualnym oraz biegu ze startu wspólnego.

## Terminarz i medaliści
| Data       | Konkurencja                | Złoto                                                  | Srebro                                       | Brąz                                                   |
| 24.06.2018 | Bieg indywidualny kobiet   | Magdalena Gwizdoń BLKS Żywiec                          | Anna Mąka BKS WP Kościelisko                 | Karolina Pitoń BKS WP Kościelisko                      |
| 24.06.2018 | Bieg indywidualny mężczyzn | Łukasz Szczurek BKS WP Kościelisko                     | Grzegorz Guzik BLKS Żywiec                   | Tadeusz Nędza-Kubiniec BKS WP Kościelisko/SMS Zakopane |
| 25.06.2018 | Sprint kobiet              | Magdalena Gwizdoń BLKS Żywiec                          | Karolina Pitoń BKS WP Kościelisko            | Anna Mąka BKS WP Kościelisko                           |
| 25.06.2018 | Sprint mężczyzn            | Tadeusz Nędza-Kubiniec BKS WP Kościelisko/SMS Zakopane | Mateusz Janik AZS AWF Wrocław                | Tomasz Zięba BKS WP Kościelisko/SMS Zakopane           |
| 26.06.2018 | Bieg masowy kobiet         | Magdalena Gwizdoń BLKS Żywiec                          | Anna Mąka BKS WP Kościelisko                 | Kinga Zbylut BKS WP Kościelisko/SMS Zakopane           |
| 26.06.2018 | Bieg masowy mężczyzn       | Grzegorz Guzik BLKS Żywiec                             | Tomasz Zięba BKS WP Kościelisko/SMS Zakopane | Andrzej Nędza-Kubiniec BKS WP Kościelisko              |